# حلب (زنجان)
حلب یکی از شهرهای ایران در استان زنجان است. این شهر مرکز بخش حلب در شهرستان ایجرود است. جمعیت این شهر بر طبق سرشماری سال ۱۳۹۵، برابر با ۹۵۶ نفر بوده است. اهالی حلب به زبان ترکی آذربایجانی و زبان تاتی سخن می‌گویند.